# Cadfarch
Cadfarch är en community i Storbritannien.   Den ligger i kommunen Powys och riksdelen Wales, i den södra delen av landet, 270 km väster om huvudstaden London.
Carfarch är glesbebyggt. De största byarna är Penegoes, Forge, Derwenlas, Abergwydol, Aberhosan och Melinbyrhedyn. 